# Le avventure straordinarissime di Saturnino Farandola
Le avventure straordinarissime di Saturnino Farandola è un film muto italiano del 1913 diretto e interpretato da Marcel Fabre. Diviso in quattro episodi, è ispirato al romanzo fantastico avventuroso di Albert Robida Viaggi straordinarissimi di Saturnino Farandola (Voyages très extraordinaires de Saturin Farandoul) del 1879.
Viene talvolta citato tra le prime espressioni della fantascienza cinematografica europea.

## Trama
Il film è diviso in quattro episodi:
L'isola delle scimmie
Durante una traversata avviene una tempesta sull'Oceano Pacifico, e un veliero guidato dal capitano Barnaba Farandola si distrugge.  Al suo seguito ci sono la moglie e il figlioletto neonato di nome Saturnino, che per salvarlo, lo mettono su un piccolo naviglio. Il piccolo approda sulle Isole Paumotou, abitato soltanto da scimmie. Saturnino viene allevato e cresciuto da questi animali selvatici, ma quando questi notano la sua diversità in quanto essere umano, lo disprezzano e lo emarginano.
Saturnino, addolorato dal comportamento delle scimmie parte e lascia l'isola. Mentre viaggia viene notato da un gruppo di marinai che lo portano al loro superiore, il capitano Lombrico, il quale lo assume come guardia marina.
Un giorno, la nave viene attaccata da una banda di pirati guidati dal loro capo, Bora-Bora, e catturano il capitano Lombrico. Ma Saturnino organizza e guida una rivolta contro gli occupanti che vengono cacciati. Dopo questa impresa, poiché il capitano non c'era più, i marinai eleggono Saturnino a loro capitano.
Saturnino conosce una ragazza di nome Misora, che sposa. Un giorno mentre i due compiono un'immersione subacquea, si avvicina una balena, la quale inghiotte Misora. Saturnino che non si era accorto dell'accaduto va alla ricerca della moglie e insegue il cetaceo, ma si ferma per la stanchezza dei marinai.
La balena viene catturata da dei pescatori e comprata dal prof. Cocknuff, direttore di un grande acquario di Melbourne. Venuto a sapere dell'animale, Saturnino si reca dal Cocknuff, il quale si rifiuta di consegnargli Misora. Saturnino indispettito del rifiuto, gli dichiara guerra, e si reca all'isola delle scimmie dove istruisce molte reclute, con le quali attacca e distrugge l'acquario, e libera Misora.

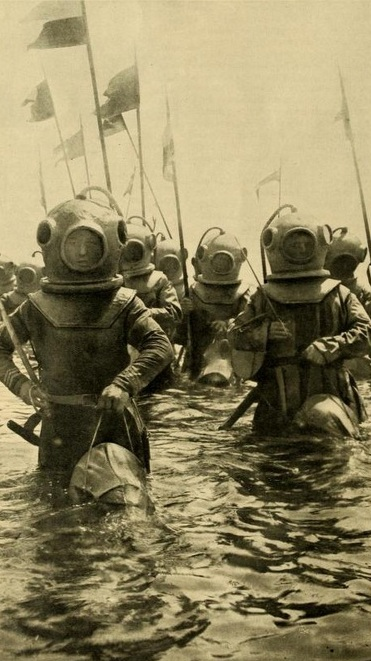
Foto di scena
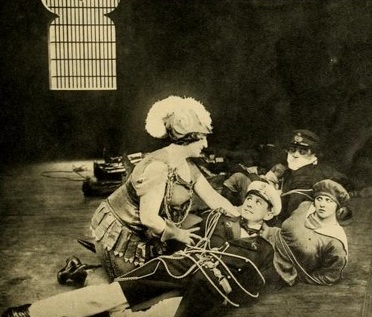
Foto di scena

Alla ricerca dell'elefante bianco
Un elefante bianco di proprietà del re siamese viene rubato, e il sovrano offre un ricco compenso a chi glielo ritrova. Venuti a conoscenza dell'annuncio, Saturnino e Misora si recano a Bangkok.
L'animale era stato rubato dal ministro Nao-Ching, il quale lo vende al mandarino di San-Kiù. Saturnino combatte contro gli uomini del mandarino, ma questi rapiscono Misora. Poi però Saturnino e i suoi uomini cadono in una trappola, vengono fatti prigionieri e condannati a morte.
Misora fingendosi la donna del mandarino, riesce a far liberare Saturnino e gli altri distraendo le guardie, facendogli fumare dell'oppio.
Saturnino e i suoi riescono a fuggire, e restituiscono l'elefante bianco al Re.
La regina dei Makalolos
Saturnino e Misora navigano alle sorgenti del Nilo. Misora si accorge di due ragazze legate e circondate da tanti uomini. I due si camuffano in animali aggressivi, uccidono il capo tribù e cacciano i "Niam-Niam", che tenevano prigioniere le ragazze per divorarle, e le salvano.
Le due donne sono le regine della tribù dei Makalolos, e si accampano poi in un posto,  dove però ci sono molti leoni, che vengono fatti scappare da Saturnino. Le tre donne nel frattempo vengono rapite da un gorilla, e Saturnino convince questi a rilasciarle parlandogli nella sua "lingua".
Farandola contro Fileas-Fogg
Saturnino assume il comando della nave Bella Leocadia in viaggio verso l'America, dove il Milligan del Sud vuole progettare lo spostamento delle Cascate del Niagara nei suoi confini.
Per studiare il progetto, Saturnino si stabilisce in un villaggio di castori. Tradito da Fileas-Fogg, il villaggio viene attaccato dai pellerossa guidati da Bisonte Rosso e fanno prigionieri Saturnino e Misora.
Saturnino viene poi liberato dalla figlia del capo tribù e fugge a cavallo insieme a lei. Per vendicarsi del tradimento di Fileas-Fogg, Saturnino assume il comando dell'esercito del Milligan del Nord in lotta contro quello del Sud di Fileas-Fogg. L'esercito del Nord muove guerra contro i sudisti e li sconfigge addormentandoli con le "bombe al cloroformio" e con un "'aspiratore pneumatico" che aspira i soldati nemici.
Saturnino combatte il duello finale contro il perfido Fileas-Fogg a bordo di mongolfiere armate di mitragliatrici, libera Misora e sconfigge il nemico facendolo cadere.
Alla fine Saturnino ritorna all'isola delle scimmie dove viene accolto calorosamente.
- Foto di scena
- Foto di scena

## Produzione
Il film fu prodotto dalla Società Anonima Ambrosio di Torino, interpretato e diretto da Marcel Fabre e tratto dal romanzo Viaggi straordinarissimi di Saturnino Farandola di Albert Robida, un'avventura sul modello dei "Viaggi straordinari" di Jules Verne ma senza alcuna pretesa scientifica.

## Critica
(Fantafilm)